# Bohdan Szerszun
Bohdan Mykołajowycz Szerszun, ukr. Богдан Миколайович Шершун (ur. 14 maja 1981 w Chmielnickim, Ukraińska SRR, zm. 8 stycznia 2024) – ukraiński piłkarz grający na pozycji obrońcy, reprezentant Ukrainy.

## Kariera piłkarska

### Kariera klubowa
Wychowanek Szkoły Piłkarskiej Dnipra Dniepropetrowsk, w której w 1997 rozpoczął karierę piłkarską. Zimą 2002 zaproszony do CSKA Moskwa, a 23 marca 2002 debiutował w podstawowym składzie w meczu z Dinamem Moskwa. Latem 2005 powrócił do Dnipra. W rundzie wiosennej 2008/09 został wypożyczony do Arsenału Kijów. 21 lipca 2010 podpisał kontrakt według systemu 2+1 z kijowskim klubem. Latem 2012 przeniósł się do Krywbasa Krzywy Róg. Podczas przerwy zimowej sezonu 2012/13 klub wykupił transfer piłkarza. 24 czerwca 2013 roku został piłkarzem Wołyni Łuck. W czerwcu 2014 po wygaśnięciu kontraktu opuścił wołyński klub.

## Kariera reprezentacyjna
11 października 2003 roku debiutował w narodowej reprezentacji Ukrainy w zremisowanym 0:0 meczu towarzyskim z Macedonią. Łącznie rozegrał 4 gry reprezentacyjne. Wcześniej występował w juniorskiej i młodzieżowej reprezentacji Ukrainy.
8 stycznia 2024 roku zmarł po dłuższej chorobie w wieku 42 lat.

## Sukcesy i odznaczenia

### Sukcesy klubowe
- brązowy medalista Mistrzostw Ukrainy: 2001
- mistrz Rosji: 2003, 2005
- wicemistrz Rosji: 2002, 2004
- finalista Pucharu Rosji: 2002, 2005

### Sukcesy reprezentacyjne
- wicemistrz Mistrzostw Europy U-18: 2000

### Sukcesy indywidualne
- wybrany do listy 33 najlepszych piłkarzy roku na Ukrainie: 2007 (nr 3)